# Citadel van Gent

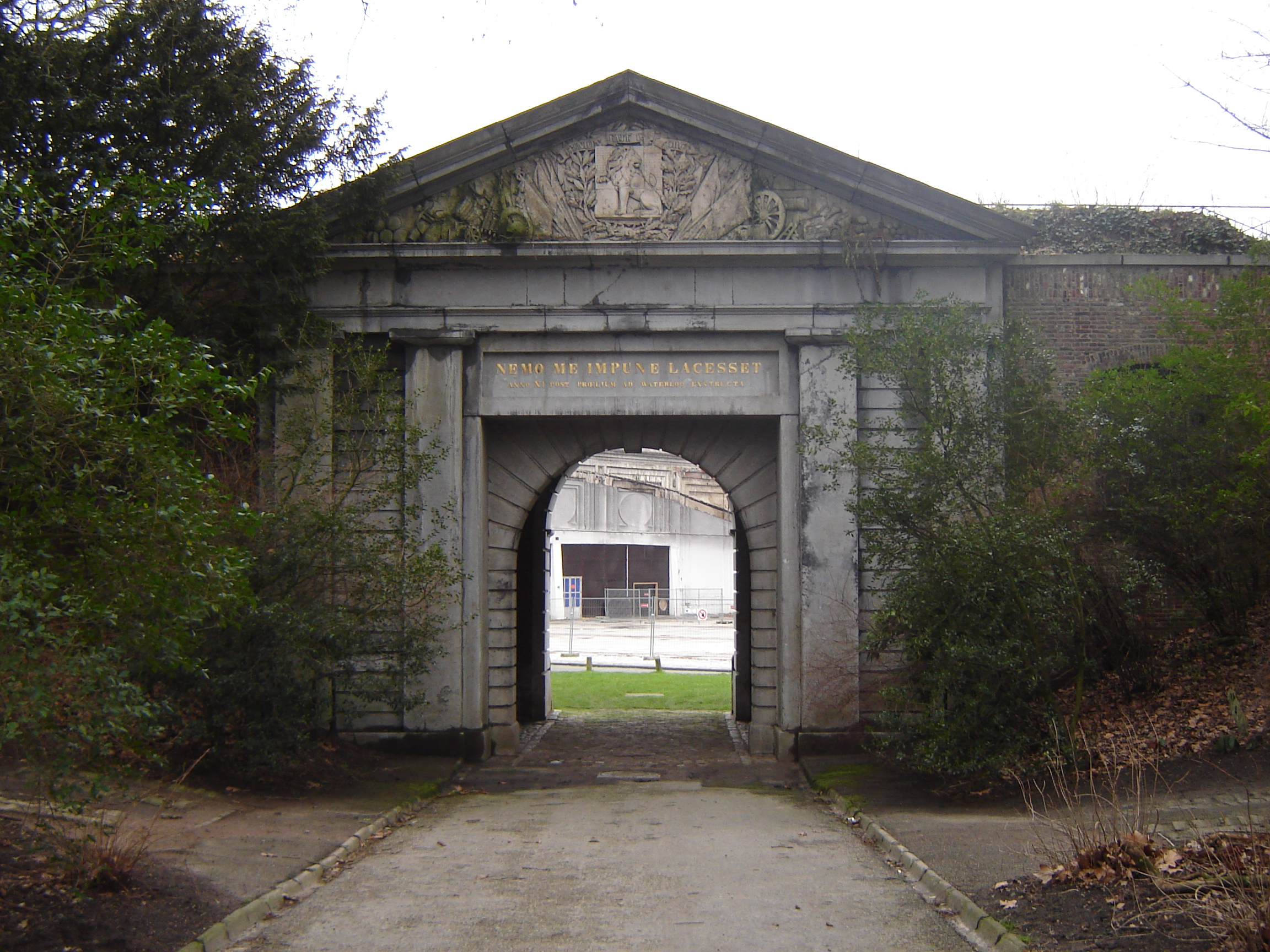
Bewaarde toegangspoort

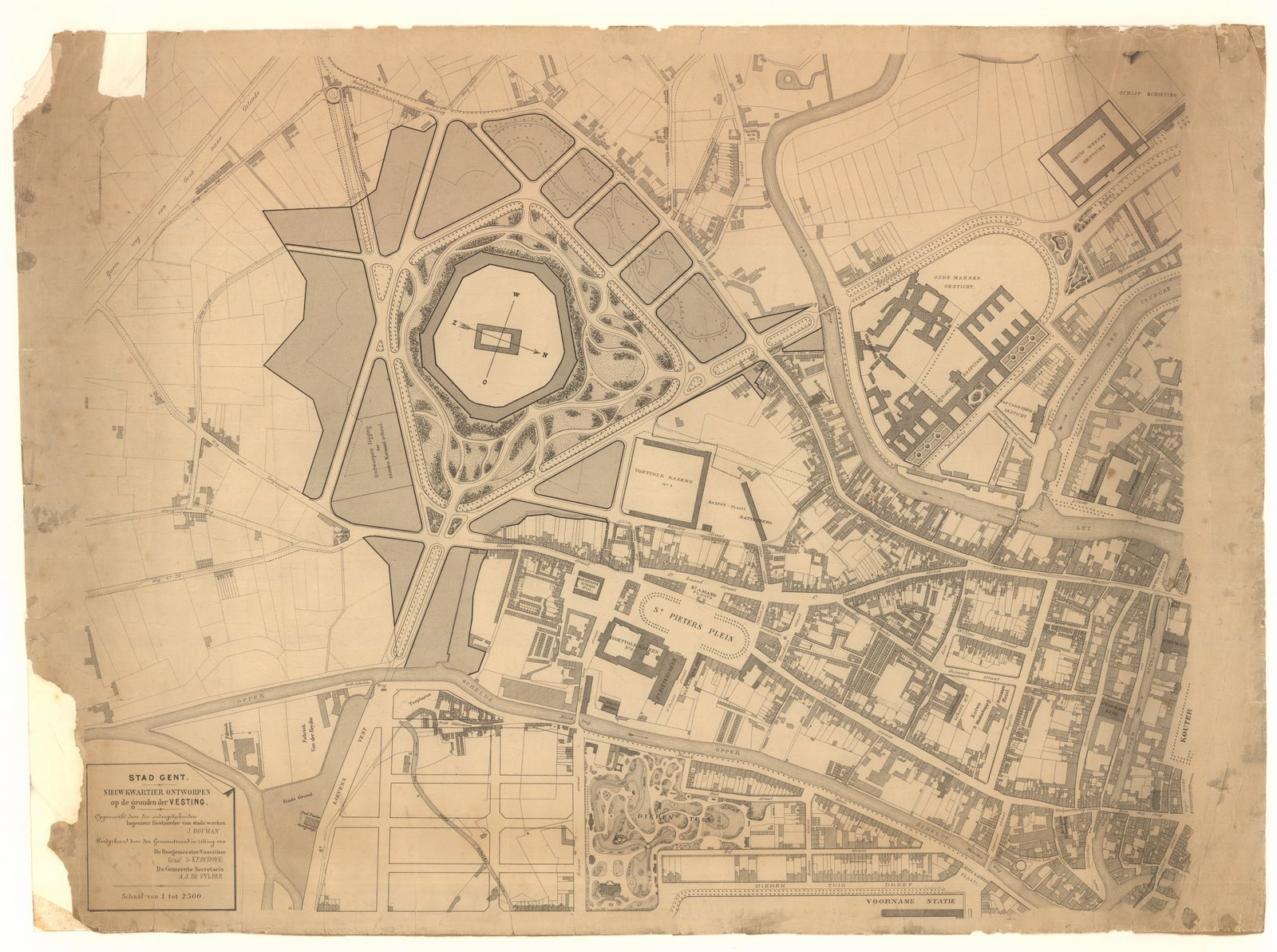
Sint-Pietersdorp in 1874, met de citadel

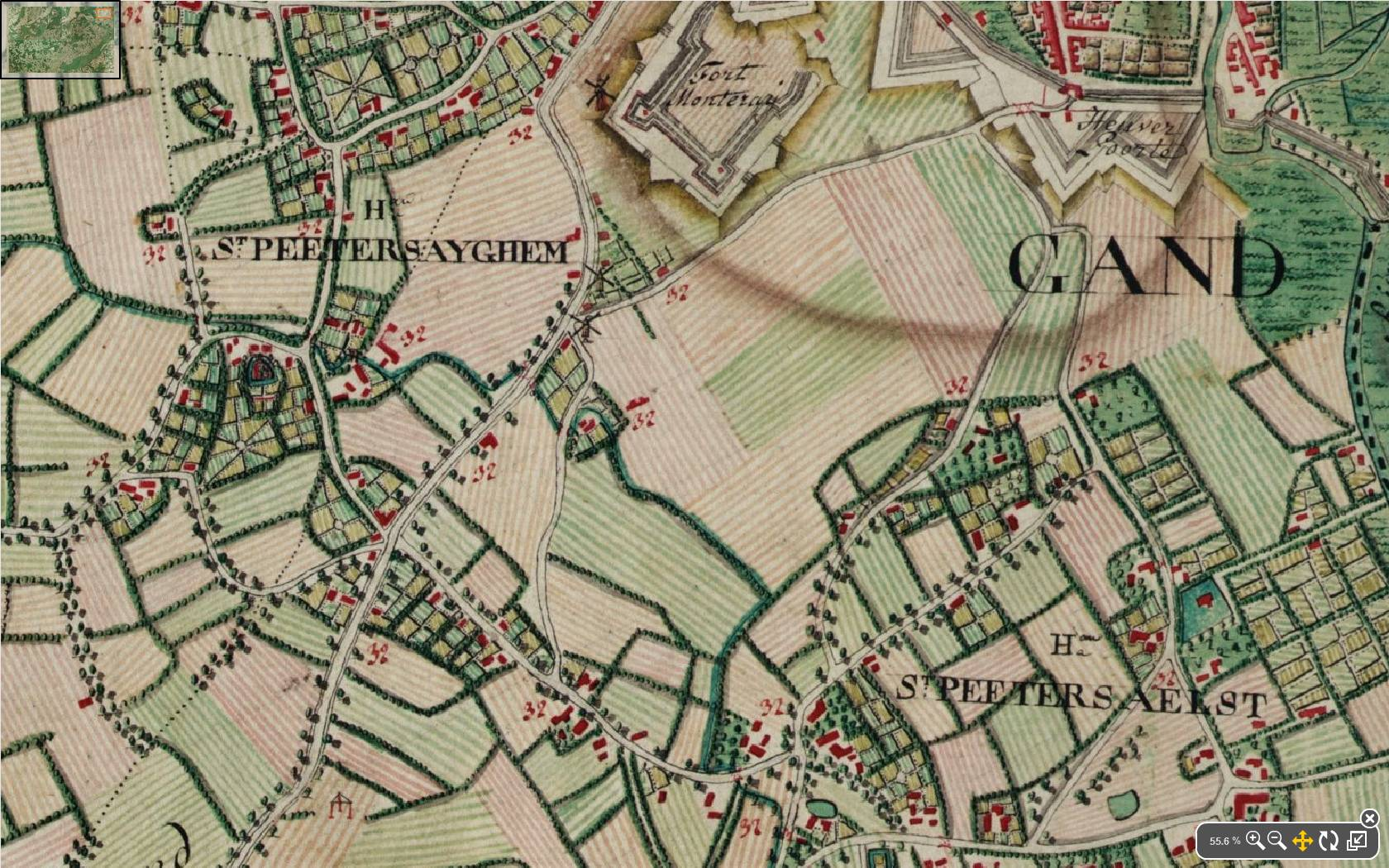
De Citadel van Gent werd gebouwd op de locatie van het reeds in 1671 gebouwde Fort Monterey

De Citadel van Gent was een citadel in de Belgische stad Gent, gelegen op de plaats van het huidige Citadelpark. Ze werd gebouwd tussen 1819 en 1831 op de plaats van het vroegere Montereyfort en functioneerde nog tot in 1870. Deze versterking kaderde in een beveiliging van de zuidgrens van het Verenigd Koninkrijk der Nederlanden door middel van de Wellingtonbarrière. Nu blijft enkel nog de ingangspoort over, waar de oorspronkelijke Nederlandse leeuw na de Belgische onafhankelijkheid door een Belgische Leeuw vervangen werd. Wel bewaard bleef de Latijnse spreuk Nemo me impune lacesset ("Niemand zal me ongestraft tergen").

## Geschiedenis
De locatie bevond zich vroeger in het Sint-Pietersdorp, een gebied van de Sint-Pietersabdij op de hoogte van de Blandijnberg tussen de Leie en de Schelde, ten zuiden van de middeleeuwse stadskern. In de 13de eeuw werden de stadsomwallingen uitgebreid en het noordelijk deel van het Sint-Pietersdorp werd in de omwallingen opgenomen. Deze reikten nu tot net ten noorden van het huidige Citadelpark. Op de twee belangrijkste zuidelijke toegangswegen tussen Leie en Schelde werden de Kortrijksepoort en de Heuvelpoort opgetrokken.
Op veel plaatsen rond Gent werd de stad beschermd doordat buiten de stadswallen een meersengebied lag dat onder water kon gezet worden. Op de hoogte tussen de Heuvelpoort en de Kortrijksepoort was dit niet geval en werden in de wallen meerdere bastions ingericht. Dit deel van de verdedigingslijn werd 's Gravenbollewerk genoemd.
In 1671 bouwde men op het gebied voor de wallen tussen beide poorten het Montereyfort, genoemd naar een Spaanse gouverneur, dat het zuiden van de stad moest verdedigen tegen de troepen van Lodewijk XIV. Het fort van Monterey verdween op het einde van de 18de eeuw. In de 17de eeuw verscheen net ten noorden van het fort, binnen de omwallingen, een kazerne.
Tijdens de regeerperiode van koning Willem I werd vanaf 1819 op deze plek een citadel opgetrokken als verdediging tegen de Fransen, op aanvraag van het Congres van Wenen en Wellington. Tijdens de Belgische Revolutie in 1830 was Andries baron des Tombe commandant van de Gentse citadel. De citadel was nog maar gedeeltelijk afgewerkt en feitelijk reeds voorbijgestreefd door de moderne oorlogsvoering. De site werd daarna wel nog gebruikt als infanterie- en artilleriekazerne.
In 1870 kwam de stad in het bezit van de gronden, en de afbraak en vorming van een park vormde in de toenmalige gemeenteraad een vorm van discussie. Pas in 1874 keurde men het urbanisatieplan voor de wijk goed. Aan de rand werden enkele boulevards en zijstraten aangelegd en werd een nieuwe wijk uitgebouwd. Centraal bleef er nog even een kazerne en werd een park aangelegd. De citadel lag hoger dan het huidige park; bij de ontmanteling werd heel wat aarde afgegraven. In 1907 werd het grootste resterende deel van de citadel afgebroken en tegen de wereldtentoonstelling van 1913 bleef enkel het poortgebouw over. Ook de oude kazerne net ten noorden van de citadel werd herbouwd en in de plaats verscheen de Leopoldskazerne.
De straatnamen Citadellaan (deel van de Gentse stadsring R40), Fortlaan en Monterreystraat herinneren nog aan de voormalige Citadel en het Montereyfort.